# 잭 모리스 (야구인)

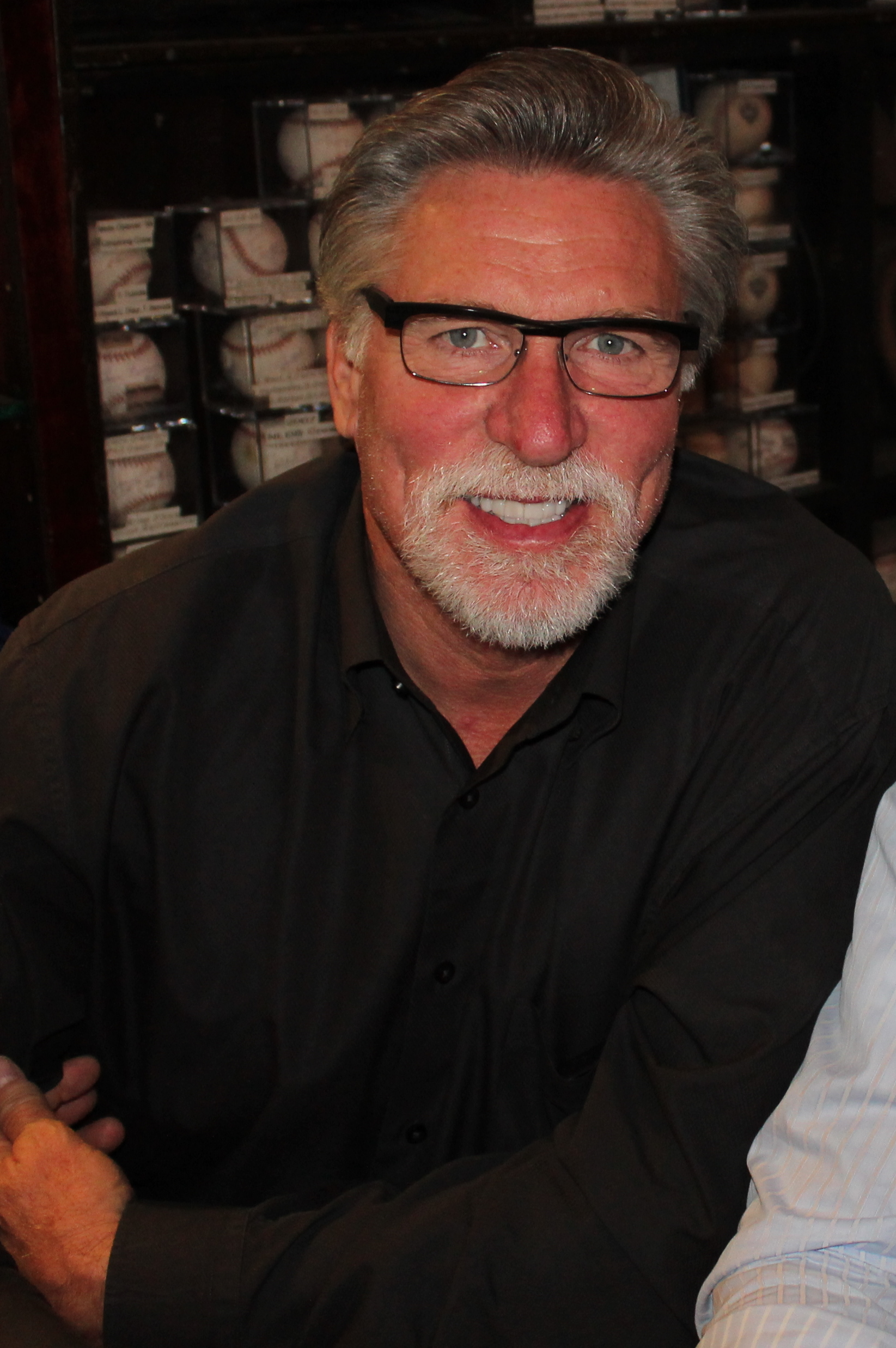
2013년 모습

잭 모리스(Jack Morris, 본명: 존 스콧 모리스, John Scott Morris, 1955년 5월 16일 ~ )는 미국의 전직 프로 야구 선발투수이다. 그는 1977년부터 1994년까지 메이저 리그 베이스볼(MLB)에서 주로 디트로이트 타이거스에서 뛰었다. 모리스는 경력 전체에서 254 승을 거두었다.
패스트볼, 슬라이더, 포크볼로 무장한 모리스는 5번의 올스타(1981, 1984, 1985, 1987, 1991)에 선정되었으며 월드 시리즈 챔피언십 3개 팀(1984년 타이거스, 1991년 미네소타 트윈스, 1991년 미네소타 트윈스, 1992년 토론토 블루제이스)에서 활약했다. 그는 1984년 포스트시즌에서 3-0으로 승리하여 1984년 월드 시리즈에서 2번의 완승을 거두었고, 1991년 포스트시즌에서는 1991년 월드 시리즈 7차전에서 10이닝 완승을 거두며 4-0으로 승리했다. 모리스는 1984년과 1991년 베이브 루스 상을 수상했고, 1991년 월드 시리즈 MVP로 선정됐다. 그는 1980년대 투수 중 최다 안타, 최다 자책점, 최다 홈런을 내줬지만 동시에 가장 많은 경기에 선발 출전했다. , 가장 많은 이닝을 던졌고, 그 10년 동안 투수 중 가장 많은 승리를 거두었다. 그는 MLB 역사상 여러 팀에서 연속 월드 시리즈 우승을 차지한 10명의 선수 중 한 명이며, 나머지 9명은 앨리 클라크, 클렘 라빈(Clem Labine), 빌 스코우런, 돈 걸렛(Don Gullett), 라이언 테리엇(Ryan Theriot), 제이크 피비, 벤 조브리스트, 작 피더슨, 윌 스미스이다.
선수로 은퇴한 이후 모리스는 블루제이스(Blue Jays), 트윈스(Twins) 및 타이거스(Tigers)의 방송 색상 분석가로 일했다. 그는 또한 폭스 스포츠 1의 MLB 방송 분석가이기도 하다. 모리스는 2018년 미국 야구 명예의 전당에 입성했는데  1981년 14선발승으로 단축 시즌이었던 2020년을  제외한 역대 메이저리그 최다 선발승 투수 최소 선발승 타이 기록 보유자이기도 하다.